# Jacques Duphly
Jacques Duphly (of du Phly) (Rouen, 12 januari 1715 - Parijs, 15 juli 1789) was een Frans componist, organist en klavecinist.
Hij was leerling van François d'Agincourt en begon zijn loopbaan als organist van de kathedraal Notre-Dame van Évreux en daarna in verschillende kerken van Rouen. Daarna installeerde hij zich in Parijs en speelde hij alleen nog klavecimbel, wat een bewuste keuze was: de musicus en criticus Friedrich Wilhelm Marpurg (1718-1795) beweerde dat Duphly zijn handen niet wilde beschadigen aan het klavier van een orgel. Hij leefde als docent en onafhankelijk kunstenaar en bezocht de elegante Parijse salons, waar hij een grote reputatie verwierf.
Duphly's werk bestaat uit vier boeken klavecimbelmuziek verschenen in 1744, 1748, 1756 en 1768. De stukken zijn virtuoos en de muzikale ontwikkeling in de vier boeken toont hoe snel de klavecimbelmuziek in die tijd veranderde, waarbij zij in een competitiestrijd verwikkeld was met de pianomuziek, net voordat ze uit de gratie van de musici viel. Het eerste boek bevat nog muziek in de traditie van François Couperin, maar de latere werken verwijderen zich van de "galante stijl" en kondigen de stijl van net voor de Revolutie aan. In het derde boek vindt men, naar de smaak van de dag, ook vioolbegeleiding, zoals dat reeds eerder door Mondonville was gedaan, en zoals ook Rameau in 1741 voor de Pièces de clavecin en concert had geschreven. In het vierde boek vinden we de Albertijnse bas, zoals bij Mozart en Haydn. Dan is de prerevolutionaire periode werkelijk aangebroken.
Na zijn vierde boek van 1768 weet men nog dat hij heeft lesgegeven tot 1783 en vervolgens totaal in de anonimiteit trad. Een onbekende liet zelfs in 1788 een advertentie plaatsen om te vragen waar hij gebleven was, of waar zijn erfgenamen zouden zijn. 
Duphly stierf in een appartement van het Hôtel de Juigné. Merkwaardig genoeg bevonden zich in de inventaris van zijn nalatenschap geen muziekinstrumenten, maar wel vele boeken. De afwezigheid van een klavecimbel kan een mysterie lijken, samen met de onvindbaarheid van Duphly, alsook de coïncidentie dat het adres van Duphly in 1785 ook dat was van de afgetreden politiechef en minister van Marine Antoine de Sartine, aan wie Duphly een muziekstuk had gewijd.
Duphly bleef ongehuwd en liet een groot deel van zijn erfenis na aan zijn huisknecht.
Duphly's leven wordt gemarkeerd door twee mijlpalen. Zijn leven begon in het sterfjaar van Lodewijk XIV en eindigde de dag na het "begin" van de Franse Revolutie, als een symbool van een tijd die eindigt, die van het koningschap en het instrument dat voor velen die tijd belichaamt (overigens stierf in dat jaar ook Armand-Louis Couperin.)